# Selenia aurantiaca
Selenia aurantiaca là một loài bướm đêm trong họ Geometridae.